# Парк Хирве
Хирве (эст. Hirvepark, Олений парк) — городской парк Таллина. Находится у подножия холма Тоомпеа, ограничен улицами Тоомпеа, Висмари, Фальги теэ и бульваром Тоома.

## История
Разбит на месте оборонительного рва перед бастионами Вышгорода в начале 1860-х годов. В засыпанном землей рве был устроен дендропарк с арборетумом Эстонского общества садоводов, в котором выращивали экзотические и декоративные растения (на 2007 год в парке насчитывалось 102 вида древесных растений).
Название парку дали водившиеся здесь до 1930‑х годов косули (эст. hirv — косуля).
Достопримечательностью парка считается клён обыкновенный «Cucullatum» с витыми листьями, посадки которого в парке считаются крупнейшими в Европе.
23 августа 1987 года в парке Хирве в ознаменование очередной годовщины подписания пакта Молотова — Риббентропа собралось около 2 000 сторонников независимости Эстонии. В тот же день аналогичные митинги состоялись в Риге (около 7 000 участников) и в Вильнюсе (от 500 до 1 000 пришедших).
Парк служит местом традиционных политических собраний

## Достопримечательности
Памятник адмиралу Йохану Питке.

Памятник художнику К. Рауду

Памятник художнику Кристьяну Рауду (1968, скульптор Калью Рейтель, архитектор Эха Рейтель).
Памятная доска событиям 23 августа 1987 года.
В парке установлены работы известных скульпторов Энна Рооса «Медведь», Эрнста Кирса «Акт», Оле Эхелайда «Новорожденный» и т. д.
С севера к парку примыкает горка Линды (эст. Lindamägi).